# Cova de la Mouthe
La Mouthe és un jaciment arqueològic d'època paleolítica situat al municipi de les Eyzies-de-Tayac-Sireuil en el departament de la Dordonya, al sud-oest de França.
Va ser declarat Patrimoni de la Humanitat per la Unesco l'any 1979, formant part del lloc «Llocs prehistòrics i grutes decorades de la vall del Vézère» amb el codi 85-005.
Es tracta d'una cova amb art parietal en les seves parets, pertanyent al Paleolític superior, 

## Història
La gruta de la Mouthe va ser la segona cova amb decoració descoberta l'any 1894, després del descobriment de la Cova d'Altamira per Marcelino Sanz de Sautuola.
Durant les excavacions de l'any 1895 Émile Rivière va buidar un túnel de 100 metres que connecta l'entrada amb la part decorada. La gruta alberga més de 200 gravats i pintures de bisons, cavalls, rens, felins, un llop i també dues mans i un tectiforme. El seu descobriment va contribuir al reconeixement de l'art del Paleolític superior.
La cova va ser classificada com a Monument històric de França i protegit des de l'11 de juny de 1953.
Està tancada per raons de protecció i conservació.